# OGLE-TR-10 b

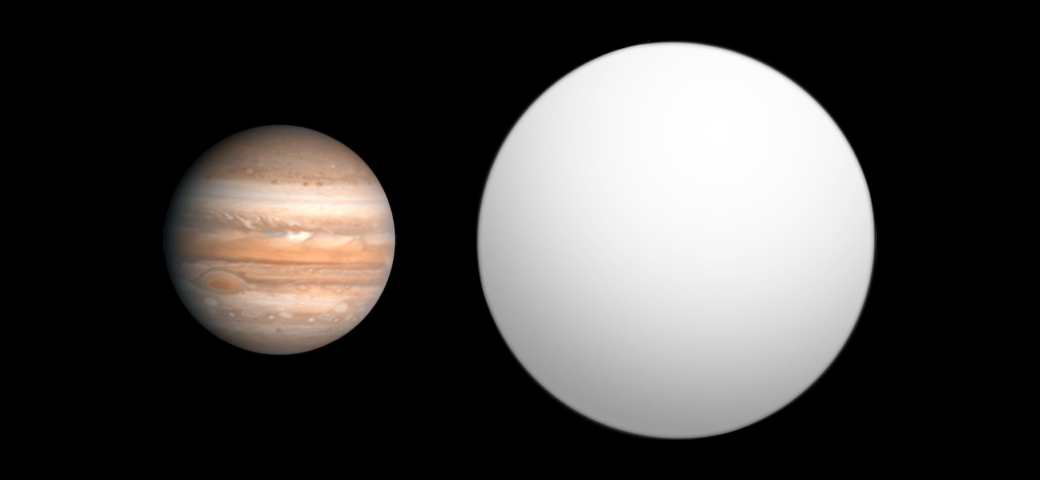
Größenvergleich zwischen Jupiter (links) und OGLE-TR-10 b (rechts)

OGLE-TR-10 b ist ein Exoplanet, der den Hauptreihenstern OGLE-TR-10 alle 3,101 Tage umkreist. Auf Grund seiner Masse wird angenommen, dass es sich um einen Gasplaneten handelt. Der Exoplanet wurde im Rahmen des OGLE-Projektes mit Hilfe der Transitmethode entdeckt.
Der Planet umkreist seinen Stern in einer Entfernung von ca. 0,04162 Astronomischen Einheiten und hat eine Masse von ca. 0,64 Jupitermassen.